# Cercopithecus cephus
El cefo, mustak o cercopiteco de hocico azul (Cercopithecus cephus) es una especie de primate catarrino de la familia Cercopithecidae que habita las selvas de Angola, Guinea Ecuatorial, Camerún, Congo y Gabón.